# Ukrainian Nationals
Maillots
Le Ukrainian Nationals Soccer Club est un club américain de soccer basé à Horsham, en Pennsylvanie, fondé en 1950. Le club a remporté à quatre reprises la coupe nationale, la National Challenge Cup ainsi que six titres en American Soccer League. Connue tout d'abord sous le nom de Philadelphia Ukrainians, l'équipe change de nom en 1968 pour devenir Ukrainians Nationals. De 1957 à 1970, le club dispose d'une équipe professionnelle mais n'aligne désormais que des équipes au statut amateur et de nombreuses formations de jeunes.

## Histoire

### Premiers succès locaux et entrée en ASL
Fondé en 1950 sous le nom de Philadelphia Ukrainians, le club trouvent ses origines, comme de nombreuses formations nord-américaines de soccer, dans les diasporas ethniques européennes. Durant ses premières années, il n'évolue que dans les ligues locales de Pennsylvanie jusqu'en 1957. Néanmoins, les succès sportifs sont nombreux, avec notamment un titre en Philadelphia Soccer League en 1956 ou encore une finale de National Amateur Cup la même année, les joueurs s'inclinant devant le St. Louis Kutis SC.
Ce n'est qu'en 1957 que le Ukrainians accède au professionnalisme en se joignant à la American Soccer League. Le 20 juillet de cette année, lors de sa réunion annuelle, la ligue adopte à la majorité l'intégration des Philadelphia Ukrainians dans son circuit. Pourtant, une semaine après le début du championnat, à la fin du mois d'octobre, l'équipe est suspendue par la fédération américaine à la suite d'une plainte de la part de l'Association de soccer de Pennsylvanie pour des raisons aujourd'hui encore inconnues. La franchise disparait alors très brièvement puisqu'un projet de reprise sous le nom de Ukrainian Nationals prend la relève dans les jours qui suivent et hérite de la place du Philadelphia Ukrainians en American Soccer League. Cette première saison, bien que mouvementée au départ, se conclut par une seconde place au classement, aucune série éliminatoire n'étant alors en vigueur en ASL.

### Équipe phare aux États-Unis
Après trois années où les Ukrainian Nationals terminent à chaque fois la saison dans le statut de dauphin, l'édition 1960-1961 du championnat voit le couronnement de l'équipe de Philadelphie pour la première fois de son histoire. Cette même année, les joueurs réussissent d'ailleurs un doublé championnat-coupe en s'imposant contre les Los Angeles Scots au mois de juin, conservant la coupe nationale déjà acquise un an plus tôt. Les saisons suivantes se ressemblent et les Nationals remportent finalement quatre championnats consécutifs, réitérant même l'exploit du doublé championnat-coupe en 1963. Malgré ces nombreux succès en ASL, la formation de Pennsylvanie quitte la ligue et ne défend pas son titre en 1965 puisqu'elle rejoint la Eastern Professional Soccer Conference pour la seule saison d'existence de cette nouvelle organisation. Dans cette ligue dont la prétention est d'augmenter le niveau de compétition par l'association des meilleures équipes de ASL et de German-American Soccer League, le club obtient une troisième place. L'expérience est néanmoins courte et les Ukrainian Nationals retournent en ASL pour la saison 1965-1966.
Le retour en ASL est difficile et le club obtient une troisième place en 1966 puis un statut de dauphin en 1967 avant de retrouver les honneurs nationaux en 1968. Pourtant, la fin d'une époque où la American Soccer League domine les débats du soccer nord-américain est proche. Les Ukrainian Nationals remportent un dernier titre en ASL en 1970 et alors que la North American Soccer League s'emploie à devenir une ligue au calibre mondial, la formation de Philadelphie se targue d'être la dernière formation de la ASL à détenir le statut de meilleure équipe américaine. En effet, au long de son histoire en ASL, le Nationals est la première équipe à obtenir une diffusion télévisée de ses rencontres à domicile et offre des rencontres amicales de prestige à ses partisans, notamment contre des formations européennes de renom comme Manchester United, Dundee United ou encore le VfB Stuttgart.
Lors de cette période faste de son histoire, les Ukrainian Nationals ont connu autant de succès en championnat qu'en coupe. Dans cette dernière, les affrontements face à des formations de Los Angeles marquèrent la rivalité entre les deux côtes américaines puisque le titre obtenu en 1960 l'a été aux dépens des Los Angeles Kickers puis des Los Angeles Scots en 1961, des Los Angeles Armenians en 1963 et du Orange County en 1966. En cinq finales, l'équipe de Philadelphie ne s'est inclinée qu'une seule fois, contre les Kickers (1964) dans une revanche de l'édition 1960. Ses deux doublés championnat-coupe remportés en 1961 et 1963 seront aussi les derniers dans le soccer américain avant que le D.C. United, franchise de Major League Soccer, n'en fasse de même en 1996, dès sa première saison d'existence.

### Retour dans les ligues locales et développement des jeunes
À la suite de la saison 1970 en ASL, les Ukrainians Nationals rejoignent la German-American Soccer League (aujourd'hui Cosmopolitan Soccer League). Dès ce moment, l'intérêt pour les équipes séniors diminuent et l'attention est de plus en plus portée sur le développement de jeunes joueurs. C'est ainsi qu'en 1978, le club achète un terrain dans la municipalité de Horsham, dans la proche banlieue de Philadelphie, afin de construire un complexe sportif dédié au soccer. Aujourd'hui, ce sont 28 équipes qui représentent le club, de huit à dix-neuf ans. Même au niveau des équipes de jeunes, les Ukrainian Nationals enchaînent les succès avec de nombreux titres locaux.

### Palmarès
| Compétitions internationales                                 | Compétitions nationales | Compétitions en amateur                                    |
| - Coupe des champions de la CONCACAF : - Demi-finale : 1967. | - American Soccer League (6) : - Vainqueur : 1960-1961, 1961-1962 1962-1963, 1963-1964 et 1970. - National Challenge Cup (4) : - Vainqueur : 1960, 1961 1963 et 1966. - Finaliste : 1964. - Lewis Cup (2) : - Vainqueur : 1959 et 1963. - Finaliste : 1958. | - Philadelphia Soccer League (1) : - Champion : 1955-1956. |

### Bilan par saison
| Année     | Niveau | Ligue | Saison régulière | Séries        | US Open Cup     | Coupe des champions CONCACAF |
| --------- | ------ | ----- | ---------------- | ------------- | --------------- | ---------------------------- |
| 1957-1958 |        | ASL   | 2e               | Pas de séries |                 | Non existante                |
| 1958-1959 |        | ASL   | 2e               | Pas de séries | Demi-finale     | Non existante                |
| 1959-1960 |        | ASL   | 2e               | Pas de séries | Champion        | Non existante                |
| 1960-1961 |        | ASL   | 1er              | Pas de séries | Champion        | Non existante                |
| 1961-1962 |        | ASL   | 1er              | Pas de séries | Demi-finale     | Non qualifié                 |
| 1962-1963 |        | ASL   | 1er              | Pas de séries | Champion        | Non qualifié                 |
| 1963-1964 |        | ASL   | 1er              | Pas de séries | Finale          | Non qualifié                 |
| 1964-1965 |        | EPSC  | 3e, South        | Pas de séries | Demi-finale     | Non qualifié                 |
| 1965-1966 |        | ASL   | 3e               | Pas de séries | Champion        | Non qualifié                 |
| 1966-1967 | 2      | ASL   | 2e, North        | Non qualifié  | Quart de finale | Non qualifié                 |
| 1967-1968 | 2      | ASL   | 1er              | Champion      | Demi-finale     | Quart de finale              |
| 1968      | 2      | ASL   | 3e               | Pas de séries |                 | Non qualifié                 |
| 1969      | 2      | ASL   | 3e, Southern     | Pas de séries | Non inscrit     | Non qualifié                 |
| 1970      | 2      | ASL   | 1er              | Pas de séries | Non inscrit     | Non qualifié                 |
| 1970-1971 |        | GAFA  | 2e, South        | Pas de séries |                 | Non qualifié                 |
| 1971-1972 |        | GAFA  | 2e, South        | Pas de séries |                 | Non qualifié                 |
| 1972-1973 |        | GAFA  | 5e, South        | Pas de séries |                 | Non qualifié                 |
| 1973-1974 |        | GAFA  | 4e, South        | Pas de séries |                 | Non qualifié                 |
| 1974-1975 |        | GAFA  | 1er, South       | Pas de séries |                 | Non qualifié                 |
| 1975-1976 |        | GAFA  | 1er, South       | Pas de séries |                 | Non qualifié                 |

## Couleurs et logo

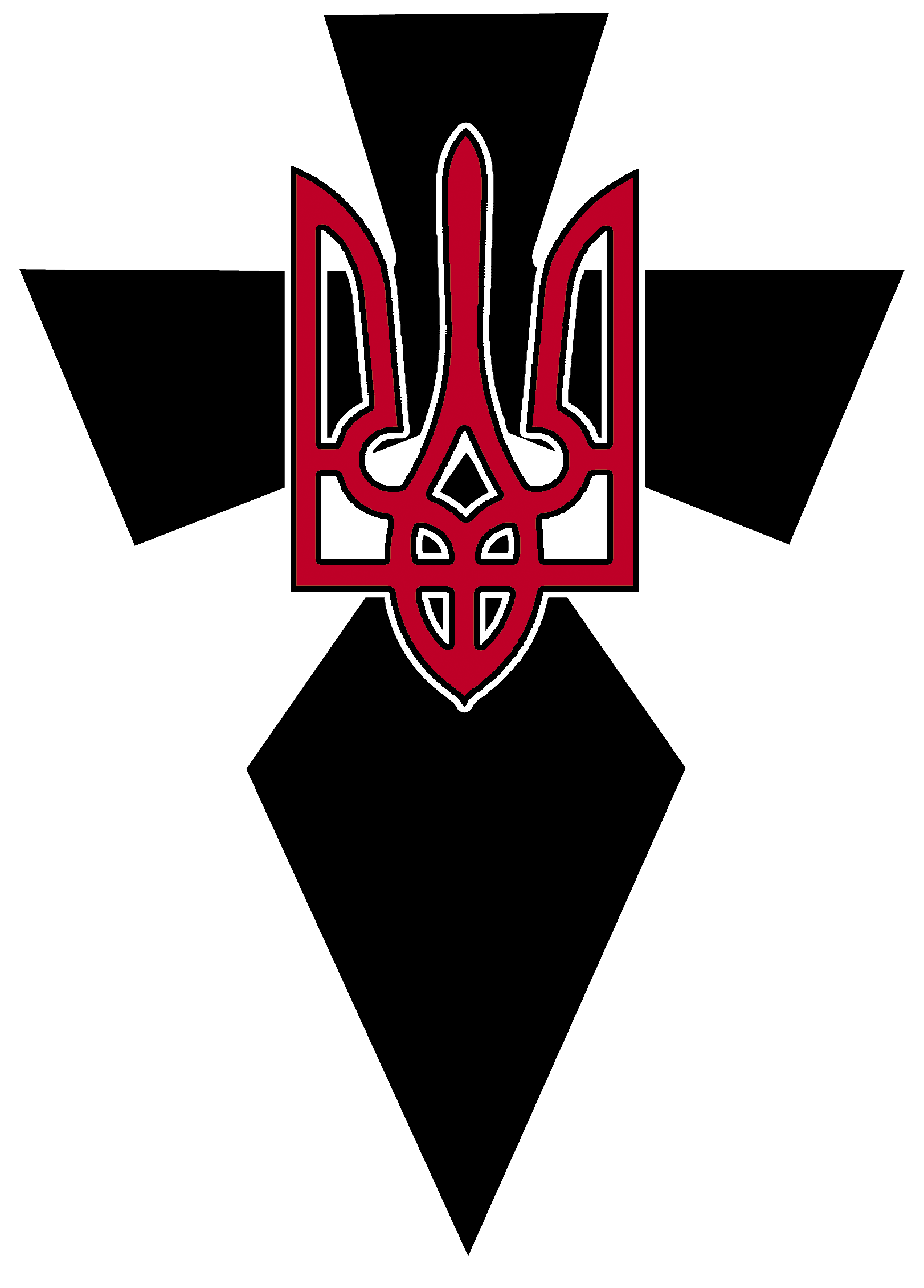
Logo de Tryzoub

Marqué par le Tryzoub, symbole ukrainien de la liberté et de la diaspora nationale, le logo demeure inchangé avec le blanc, le rouge et le noir comme couleurs l'arborant. Le Tryzoub est d'ailleurs l'élément caractéristique du club puisqu'il en constitue tant le symbole visuel que le surnom. Les Ukrainian Nationals s'inscrivent justement dans un héritage de club nord-américains tirant leurs origines de diasporas européennes comme on le retrouve avec les Croates, les Écossais, les Irlandais ou encore les Italiens.

## Stade
Aujourd'hui, les Ukrainians Nationals évoluent sur divers terrains du Ukrainian American Sport Center situé à Horsham, en Pennsylvanie et organisent régulièrement des tournois de niveau amateur, pour les adultes comme pour les jeunes.

## Joueurs notables
Au cours de leur brillant parcours en American Soccer League, les Ukrainian Nationals disposent de plusieurs joueurs importants aux États-Unis. Parmi eux, on retrouve deux membres de la promotion 1997 du Temple de la renommée du soccer américain avec Alex Ely, international américain d'origine brésilienne et Walter Chyzowych qui a également entraîné les Ukrainian Nationals avant de prendre la tête de la sélection américaine. De plus, Walter Bahr et Ed McIlvenny ont tous deux évolué au club avant de partir pour le Mondial 1950.
| - Walter Bahr - Jorge Benitez - John Best - Ivan Borodiak - Walter Chyzowych - Gene Chyzowych - Alex Ely - Randy Horton | - Ed McIlvenny - Wilberforce Mfum - Mike Noha - Andy Racz - Ostap Steckiw - Wolodymyr Tarnawski - Ángel Tulio Zof |

## Entraîneurs
De 1961 à 1963, l'équipe est dirigée par l'international yougoslave Svetislav Glišović, auparavant entraîneur de l'Étoile rouge de Belgrade ainsi qu'en Grèce et en Suisse. C'est sous son égide que débute la période la plus prolifique de l'histoire des Ukrainian Nationals. Par la suite, de 1964 à 1969, c'est Walter Bahr qui amène l'équipe à ses derniers succès. Vétéran du Mondial 1950 avec les États-Unis, Bahr évolue aussi dans la formation de Philadelphie avant de connaître le succès en sélection nationale. Après le départ de Bahr, Walter Chyzowych s'installe au poste d'entraîneur et dispose aussi de la qualité de joueur, il demeure alors dans l'équipe de 1971 à 1975 avant de rejoindre la sélection américaine qui le réclame au poste de sélectionneur. Dès les années 1980, le club se centre sur la formation de jeunes joueurs et le nom des entraîneurs est souvent inconnu. Malgré tout, pour les saisons 1982 et 1983, George Lesyw prend les rênes de l'équipe. Entre 2008 et 2016, c'est Petro Boretskii qui dispose du même statut d'entraîneur-chef.